# 245943 Davidjoseph
245943 Davidjoseph è un asteroide della fascia principale. Scoperto nel 2006, presenta un'orbita caratterizzata da un semiasse maggiore pari a 3,1225347 UA e da un'eccentricità di 0,1542665, inclinata di 1,38251° rispetto all'eclittica.
L'asteroide è dedicato allo statunitense David Joseph Masiero, padre dello scopritore.